# Resolución 1476 del Consejo de Seguridad de las Naciones Unidas
La resolución 1476 del Consejo de Seguridad de las Naciones Unidas, adoptada por unanimidad el 24 de abril de 2003, tras recordar todas las resoluciones anteriores sobre el Iraq, incluidas las resoluciones 661 (1991), 986 (1995), 1409 (2002), 1454 (2002) y 1472 (2003) relativas a la prestación de ayuda humanitaria al pueblo iraquí, prorrogó el Programa Petróleo por Alimentos hasta el 3 de junio de 2003. 
La prórroga se promulgó en virtud del Capítulo VII de la Carta de las Naciones Unidas y estaba sujeta a futuras renovaciones por parte del Consejo.  La resolución anterior sobre este tema otorgó al Secretario General de las Naciones Unidas más autoridad para administrar el Programa. En el momento de la adopción de la Resolución 1476, el valor de los artículos prioritarios que podían enviarse al Iraq ascendía a 548,6 millones de dólares. 